# بریج فاند
بریج فاند (انگلیسی: Bridges Fund) شرکت مدیریت دارایی آمریکایی است، که در سال ۲۰۰۲ تأسیس شد.